# Don't Call Me Angel
Singles par Ariana Grande
Boyfriend
(2019) Good as Hell (Remix)
(2019)
Singles par Miley Cyrus
Slide Away
(2019) Midnight Sky
(2020)
Singles par Lana Del Rey
The Greatest
(2019) Norman Fucking Rockwell
(2019)
Don't Call Me Angel (Charlie's Angels) est une chanson des chanteuses américaines Ariana Grande, Miley Cyrus et Lana Del Rey et sortie le 13 septembre 2019 via Republic Records.
Il s'agit du premier single de la bande-originale du film Charlie's Angels d'Elizabeth Banks, troisième volet de la série de films qui fait suite à la série télévisée Drôles de dames.
C'est également la seconde collaboration entre Ariana Grande et Miley Cyrus après leurs reprise de Don't Dream It's Over en 2015 mais la première entre les trois artistes réunies.
En 2020, elle a été nommée pour le Satellite Award de la meilleure chanson originale.

## Développement
En juin 2019, lors de la publication de la première bande-annonce de Charlie's Angels, Sony Pictures dévoile la sortie d'une chanson interprétées par les chanteuses Ariana Grande, Miley Cyrus et Lana Del Rey et spécialement composée pour le film, à l'image des Destiny's Child avec le tube Independent Women pour le premier volet et de Pink avec Feel Good Time pour le second.
En plus de ce single, Ariana Grande annonce qu'elle officie également en tant que co-productrice sur la bande-originale du film. Elle est chargée, aux côtés de Savan Kotecha, Ilya Salmanzadeh et Max Martin, de sélectionner les artistes ainsi que les chansons qui figureront dans l'album et de participer à leurs développement.
La chanson a été écrite par Alma, Ariana Grande, Ilya Salmanzadeh, Max Martin et Savan Kotecha pour être interprétée uniquement par Grande à l'origine. Mais la chanteuse décide par la suite de faire participer les chanteuses Miley Cyrus et Lana Del Rey. Les deux artistes rejoignent alors l'écriture de leurs passages.

## Clip vidéo
Parallèlement à la sortie du single, un clip réalisé par Hannah Lux Davis, collaboratrice récurrente d'Ariana Grande, a été diffusé.
Elizabeth Banks, réalisatrice du film et interprète de Rebekah Bosley, reprend son personnage pour une apparition à la fin du clip.

## Crédits
- Ariana Grande : interprète, autrice et productrice[5]
- Miley Cyrus et Lana Del Rey : interprètes et autrices
- Ilya Salmanzadeh et Max Martin : auteurs, producteurs, basse, batterie et clavier
- Alma et Savan Kotecha : auteurs
- Cory Bice, Jeremy Lertola et Sam Holland : ingénieurs du son
- John Hanes : ingénieur du mixage
- Serban Ghenea : mixage

## Classements et certifications
| Classement (2019-2020)                  | Meilleure position |
| --------------------------------------- | ------------------ |
| Allemagne (GfK Entertainment)           | 11                 |
| Argentine (Hot 100)                     | 82                 |
| Australie (ARIA)                        | 4                  |
| Autriche (Ö3 Austria Top 40)            | 12                 |
| Belgique (Flandre Ultratop 50 Singles)  | 28                 |
| Belgique (Wallonie Ultratop 50 Singles) | 23                 |
| Canada (Hot 100)                        | 7                  |
| Croatie (HRT)                           | 17                 |
| Danemark (Tracklisten)                  | 22                 |
| Écosse (OCC)                            | 1                  |
| Espagne (PROMUSICAE)                    | 28                 |
| Estonie (Eesti Ekspress)                | 4                  |
| États-Unis (Hot 100)                    | 13                 |
| États-Unis (Adult Pop Songs)            | 37                 |
| États-Unis (Dance Club Songs)           | 38                 |
| États-Unis (Pop Airplay)                | 22                 |
| États-Unis (Rolling Stone Top 100)      | 7                  |
| Finlande (Suomen virallinen lista)      | 9                  |
| France (SNEP)                           | 64                 |
| France (SNEP Ventes)                    | 7                  |
| Grèce (IFPI)                            | 1                  |
| Hongrie (Single Top 40)                 | 1                  |
| Hongrie (Stream Top 40)                 | 2                  |
| Islande (Tonlist)                       | 1                  |
| Irlande (IRMA)                          | 2                  |
| Israël (Galgalatz)                      | 1                  |
| Israël (Media Forest)                   | 1                  |
| Italie (FIMI)                           | 39                 |
| Japon (Japan Hot 100)                   | 61                 |
| Lettonie (LAIPA)                        | 3                  |
| Liban (OLT20 Combined Chart)            | 1                  |
| Lituanie (AGATA)                        | 3                  |
| Luxembourg (Digital Songs)              | 3                  |
| Malaisie (RIM)                          | 7                  |
| Norvège (VG-lista)                      | 13                 |
| Nouvelle-Zélande (RMNZ)                 | 6                  |
| Pays-Bas (Nederlandse Top 40)           | 28                 |
| Pays-Bas (Single Top 100)               | 27                 |
| Pologne (Polish Airplay Top 100)        | 74                 |
| Portugal (AFP)                          | 8                  |
| Royaume-Uni (UK Singles Chart)          | 2                  |
| Singapour (RIAS)                        | 3                  |
| Slovaquie (Rádio Top 100)               | 53                 |
| Slovaquie (Singles Digitál Top 100)     | 3                  |
| Suède (Sverigetopplistan)               | 25                 |
| Suisse (Schweizer Hitparade)            | 4                  |
| Tchéquie (Singles Digitál Top 100)      | 3                  |

| Classement (2019)       | Position |
| ----------------------- | -------- |
| Israël (Galgalatz)      | 34       |
| Hongrie (Single Top 40) | 79       |
| Hongrie (Stream Top 40) | 70       |
| Portugal (AFP)          | 423      |

### Certifications
| Région | Certification | Ventes/Streams |
| --- | ------------- | -------------- |
| Australie (ARIA) | Or            | 35 000^        |
| Brésil (ABPD) | Platine       | 40 000*        |
| Canada (Music Canada) | Or            | 40 000^        |
| Royaume-Uni (BPI) | Argent        | 200 000‡       |
| *Ventes selon la certification ^Mise en rayon selon la certification xNon précisé par la certification ‡ventes/streaming selon la certification |               |                |

## Distinction
- Satellite Awards 2020 : nomination comme meilleure chanson originale

## Historique de sortie
| Pays       | Date              | Format                                                   |
| ---------- | ----------------- | -------------------------------------------------------- |
| Monde      | 13 septembre 2019 | Téléchargement et streaming                              |
| États-Unis | 17 septembre 2019 | Radio                                                    |
| Monde      | 3 janvier 2020    | CD single, picture-disc, cassette audio et disque vinyle |